# Мадлен Лемер
Мадлен Лемер (фр. Madeleine Lemaire; 1845 — 8 квітня 1928, Париж) — французька художниця, яка спеціалізувалася на зображенні квітів і жанрового малярства. Під час Прекрасної епохи була названа імператрицею троянд.

## Біографія і творчість
Мадлен Лемер утримувала салон в своєму особняку в будинку № 31 по вулиці Монсо в Парижі (VIII округ), де збирала французьких і європейських діячів культури, аристократів і політиків. Серед її гостей часто бували велика княгиня Марія Мекленбург, принцеса Бонапарт, графиня Греффюль, герцогиня д'Юзес, графиня де Пурталес, герцог і герцогиня де Ларошфуко, Марсель Пруст (який вивів її як мадам Вердюрен в своєму романі «У пошуках втраченого часу», а її акварелі ілюстрували його першу книгу «Забави й дні»), Рейнальдо Ан, Віктор'ен Сарду, Гі де Мопассан, Поль Бурже, Франсуа Коппе, поет Робер де Монтеск'ю, композитори Каміль Сен-Санс, Жюль Массне, оперна співачка Марія Ван Зандт, знамениті актори Сара Бернар, Режан, Люсьєн Гітрі, художники Жан-Луї Форен, Пюві де Шаванн, Детайль, Бонна, Мадрасо, Антоніо де ла Гандара, політики Поль Дешанель, Раймон Пуанкаре, Еміль Лубе, посли Росії, Італії, Німеччини, генерали та ін.

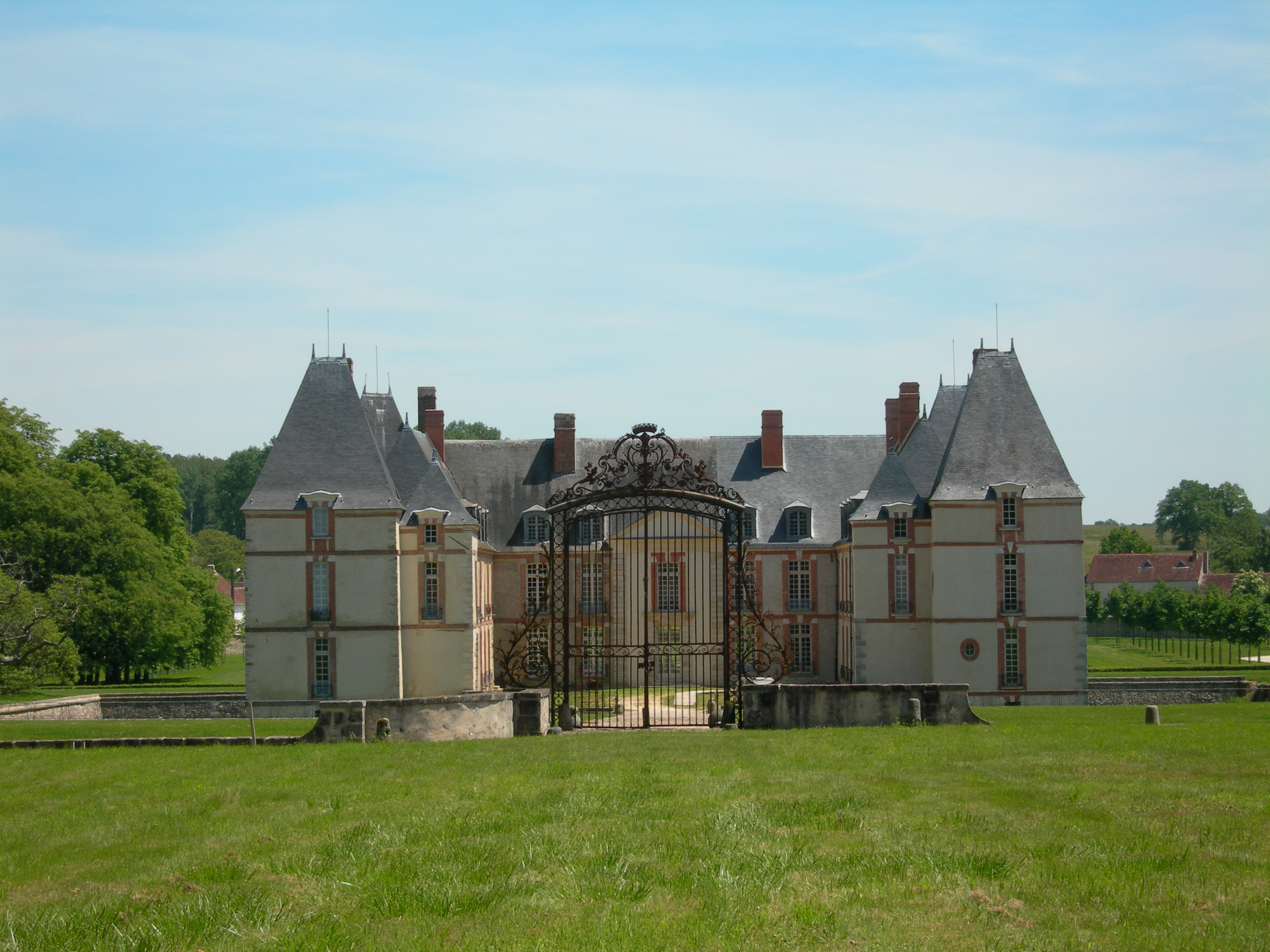
Ревейон, маєток пані Лемер в Марні

У неї була історія кохання з Олександром Дюма-сином, який сказав: «Після Бога саме вона створила більше всіх троянд».
Мадлен Лемер також є авторкою ілюстрацій до романів «Втіхи та дні» (1896) Марселя Пруста, «Абат Костянтин» (887) Людовіка Галеві, «Флірт» (1890) Поля Ерв'є та віршів французького письменника-естета Робера де Монтеск'ю.
Лемер разом з художницею Луїзою Бреслау стала однією з двох жінок-членів Національного товариства образотворчих мистецтв, відтвореного в 1890 році Ернестом Мейссоньє спільно з Огюстом Роденом, Жюлем Далу і П'єром Пюві де Шаванном.
Мадлен Лемер входила до складу делегації французьких жінок-художників на Всесвітній виставці 1893 року в Чикаго, представленої в «Жіночому павільйоні». Вона виконала офіційний плакат і обкладинку каталогу.
У 1906 році Мадлен Лемер була нагороджена Орденом Почесного легіону.

## Галерея

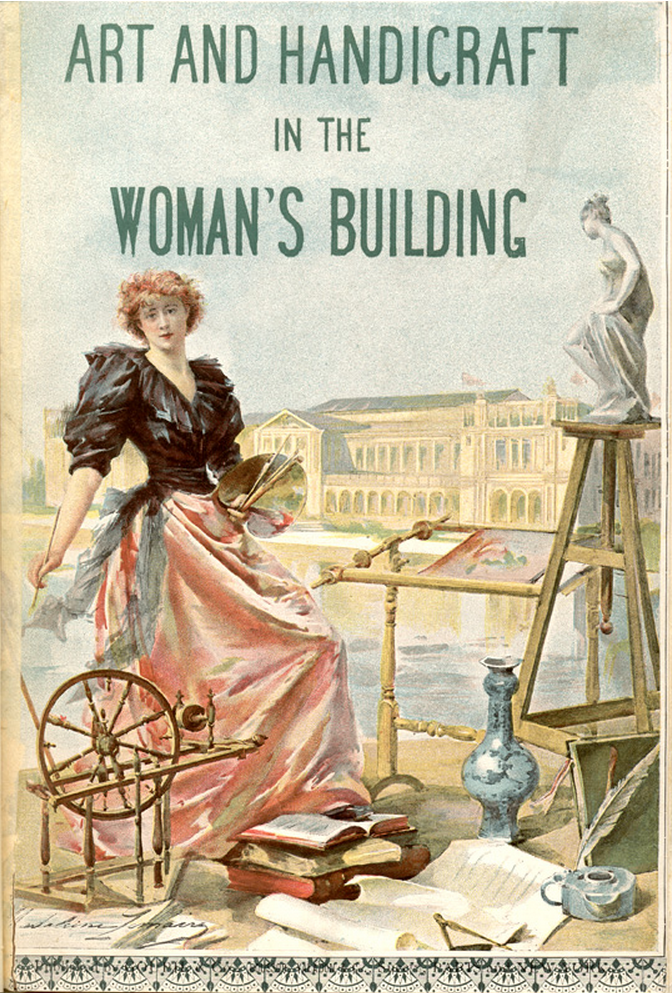
Плакат «Мистецтво і рукоділля в Жіночому павільйоні», Всесвітня виставка 1893 року
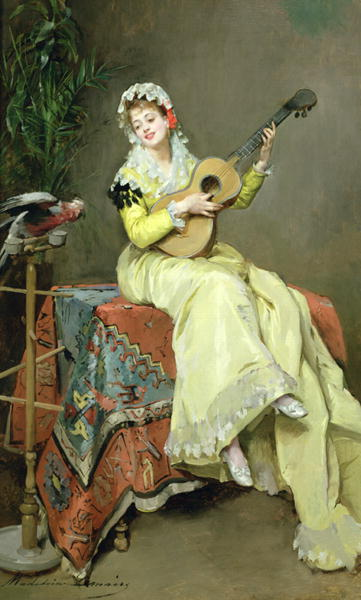
Музичний момент
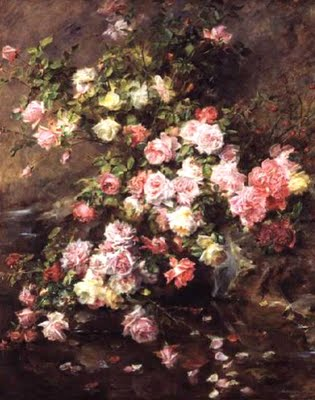
Троянди
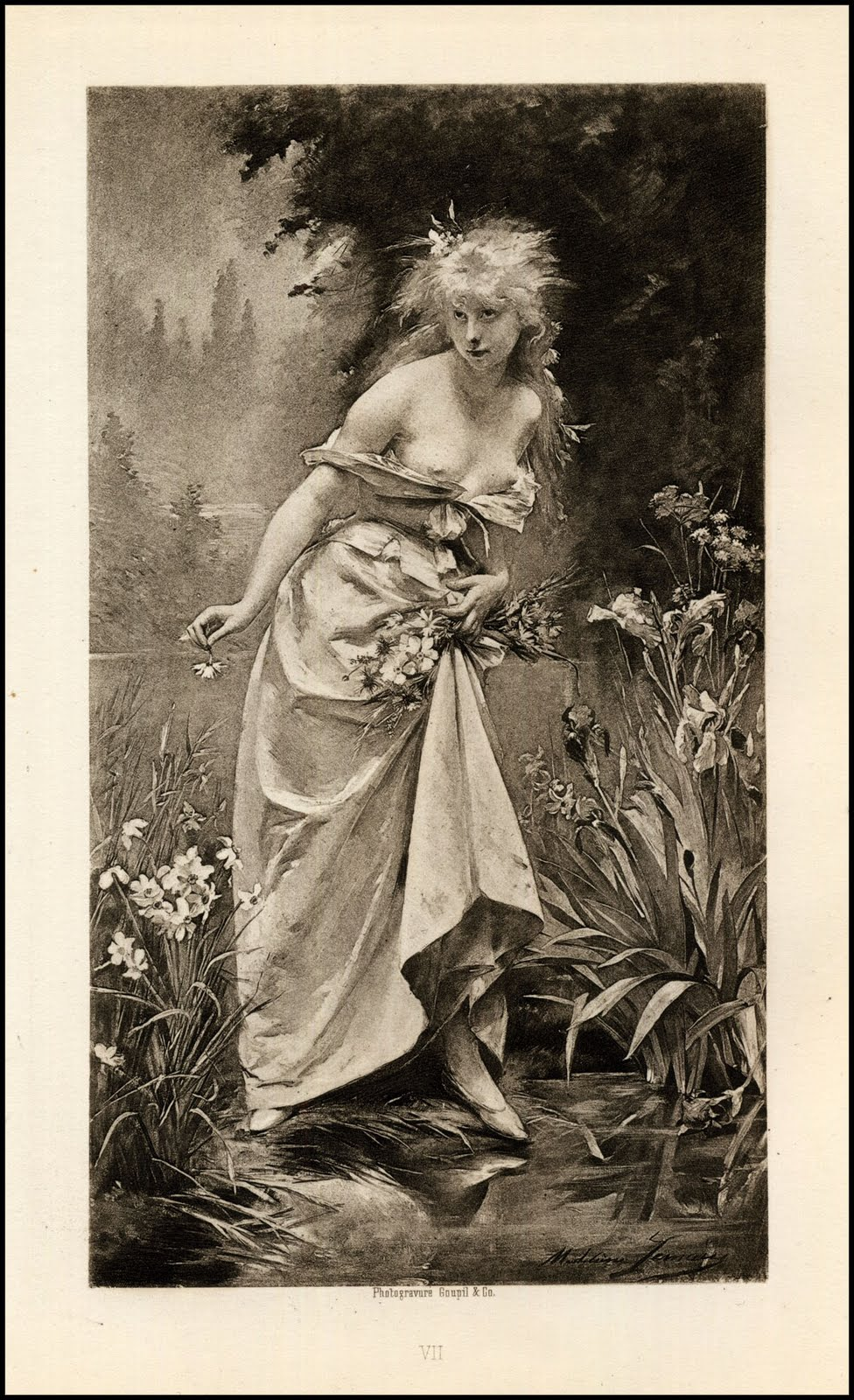
Офелія (1880)
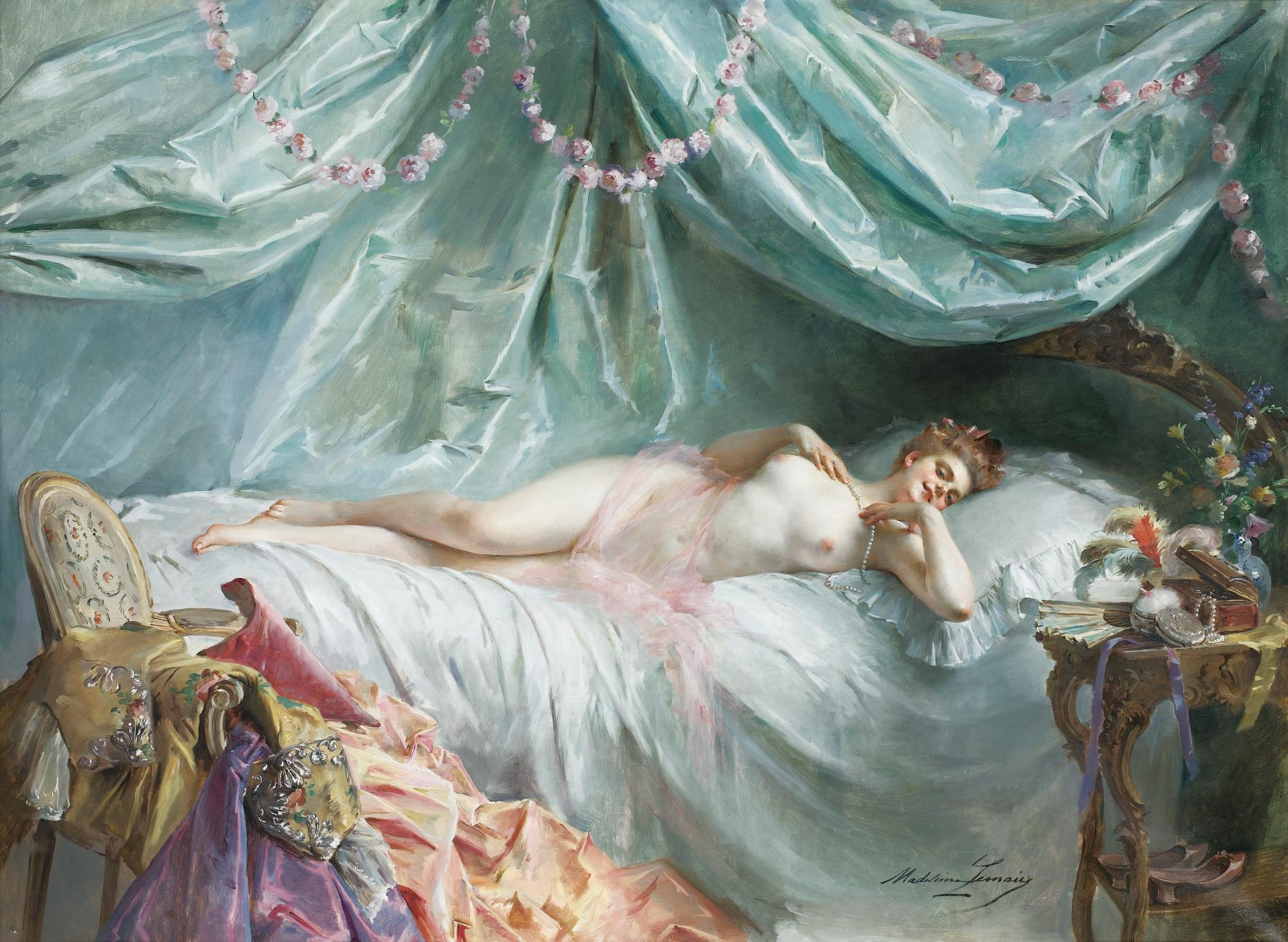
Хтивість